# Amphisbetia mccallumi
Amphisbetia mccallumi is een hydroïdpoliep uit de familie Sertulariidae. De poliep komt uit het geslacht Amphisbetia. Amphisbetia mccallumi werd in 1907 voor het eerst wetenschappelijk beschreven door Bartlett. 